# Cavignac
Cavignac est une commune du Sud-Ouest de la France, située dans le département de la Gironde, en région Nouvelle-Aquitaine.

## Géographie

### Localisation et accès
Commune de l'aire d'attraction de Bordeaux située dans le Cubzaguais au nord-est du département de la Gironde sur la N.10 entre Bordeaux et Angoulême et sur la ligne Nantes - Bordeaux.
Elle est à 32 km au nord de Bordeaux et 75 km au sud d'Angoulême.

### Communes limitrophes
Les communes limitrophes sont  Cézac, Laruscade, Marcenais, Marsas et Saint-Mariens.
|       | Saint-Mariens |                   |
|       | Cavignac      | Laruscade         |
| Cézac |               | Marcenais, Marsas |

### Hydrographie
La commune est située à la confluence de la Saye et du Meudon.

### Climat
Pour des articles plus généraux, voir Climat de la Nouvelle-Aquitaine et Climat de la Gironde.
Historiquement, la commune est exposée à un climat océanique aquitain.  
En 2020, Météo-France publie une typologie des climats de la France métropolitaine dans laquelle la commune est exposée à un climat océanique et est dans la région climatique  Aquitaine, Gascogne, caractérisée par une pluviométrie abondante au printemps, modérée en automne, un faible ensoleillement au printemps, un été chaud (19,5 °C), des vents faibles, des brouillards fréquents en automne et en hiver et des orages fréquents en été (15 à 20 jours).
Pour la période 1971-2000, la température annuelle moyenne est de 12,7 °C, avec une amplitude thermique annuelle de 14,3 °C. Le cumul annuel moyen de précipitations est de 907 mm, avec 12,1 jours de précipitations en janvier et 6,9 jours en juillet. Pour la période 1991-2020, la température moyenne annuelle observée sur la station météorologique la plus proche, située sur la commune de Saint-Savin à 6 km à vol d'oiseau, est de 13,9 °C et le cumul annuel moyen de précipitations est de 835,2 mm,. Pour l'avenir, les paramètres climatiques de la commune estimés pour 2050 selon différents scénarios d’émission de gaz à effet de serre sont consultables sur un site dédié publié par Météo-France en novembre 2022.

## Urbanisme

### Typologie
Au 1er janvier 2024, Cavignac est catégorisée bourg rural, selon la nouvelle grille communale de densité à sept niveaux définie par l'Insee en 2022.
Elle appartient à l'unité urbaine de Cézac, une agglomération intra-départementale regroupant six  communes, dont elle est ville-centre,,. Par ailleurs la commune fait partie de l'aire d'attraction de Bordeaux, dont elle est une commune de la couronne,. Cette aire, qui regroupe 275 communes, est catégorisée dans les aires de 700 000 habitants ou plus (hors Paris),.

### Occupation des sols

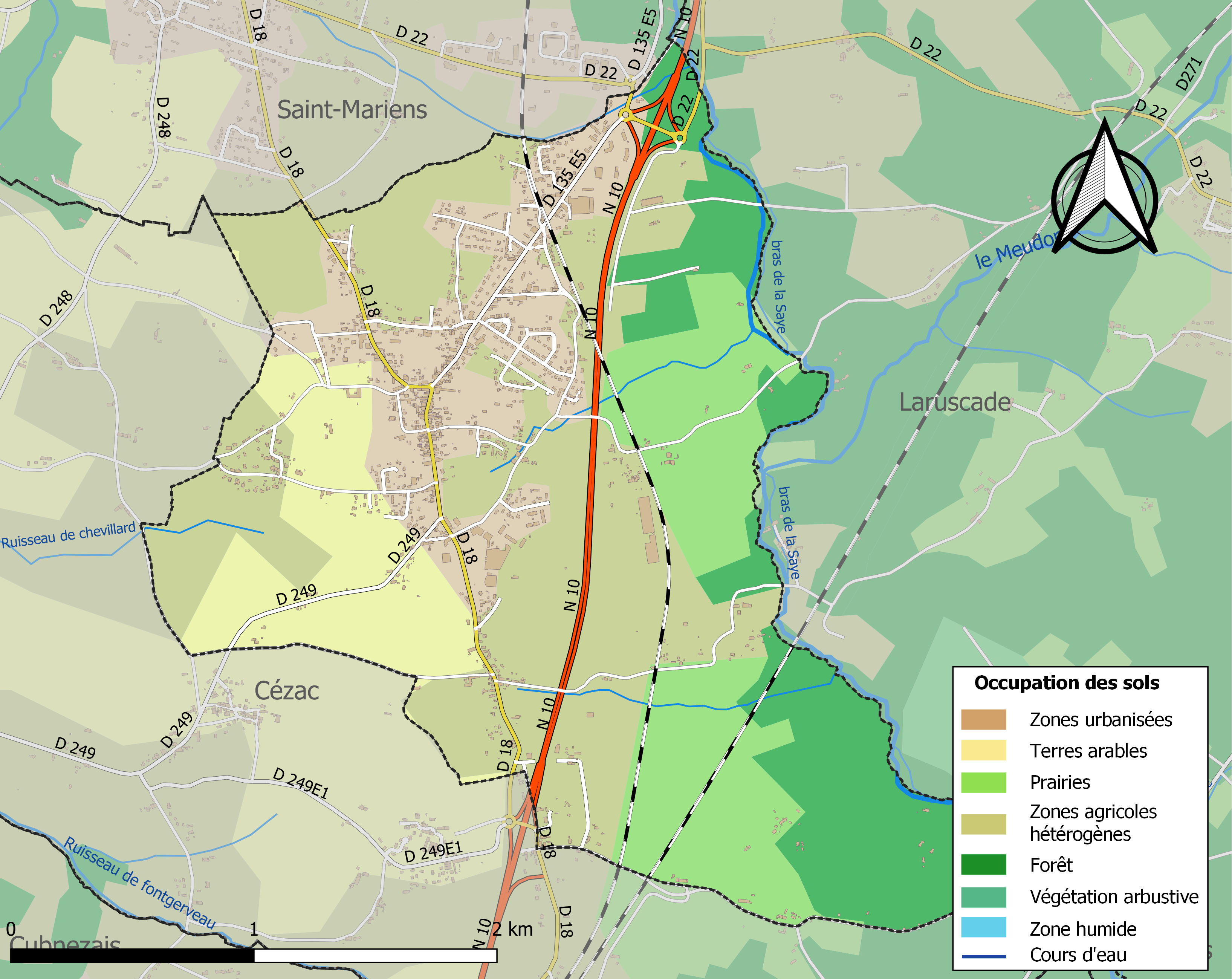
Carte des infrastructures et de l'occupation des sols de la commune en 2018 (CLC).

L'occupation des sols de la commune, telle qu'elle ressort de la base de données européenne d’occupation biophysique des sols Corine Land Cover (CLC), est marquée par l'importance des territoires agricoles (65,4 % en 2018), en diminution par rapport à 1990 (70,7 %). La répartition détaillée en 2018 est la suivante : 
zones agricoles hétérogènes (36,1 %), forêts (18,2 %), prairies (17,5 %), zones urbanisées (16,2 %), cultures permanentes (11,8 %), zones industrielles ou commerciales et réseaux de communication (0,1 %). L'évolution de l’occupation des sols de la commune et de ses infrastructures peut être observée sur les différentes représentations cartographiques du territoire : la carte de Cassini (XVIIIe siècle), la carte d'état-major (1820-1866) et les cartes ou photos aériennes de l'IGN pour la période actuelle (1950 à aujourd'hui).

### Risques majeurs
Le territoire de la commune de Cavignac est vulnérable à différents aléas naturels : météorologiques (tempête, orage, neige, grand froid, canicule ou sécheresse), inondations et séisme (sismicité faible). Un site publié par le BRGM permet d'évaluer simplement et rapidement les risques d'un bien localisé soit par son adresse soit par le numéro de sa parcelle.
La commune a été reconnue en état de catastrophe naturelle au titre des dommages causés par les inondations et coulées de boue survenues en 1982, 1988, 1999 et 2009,.

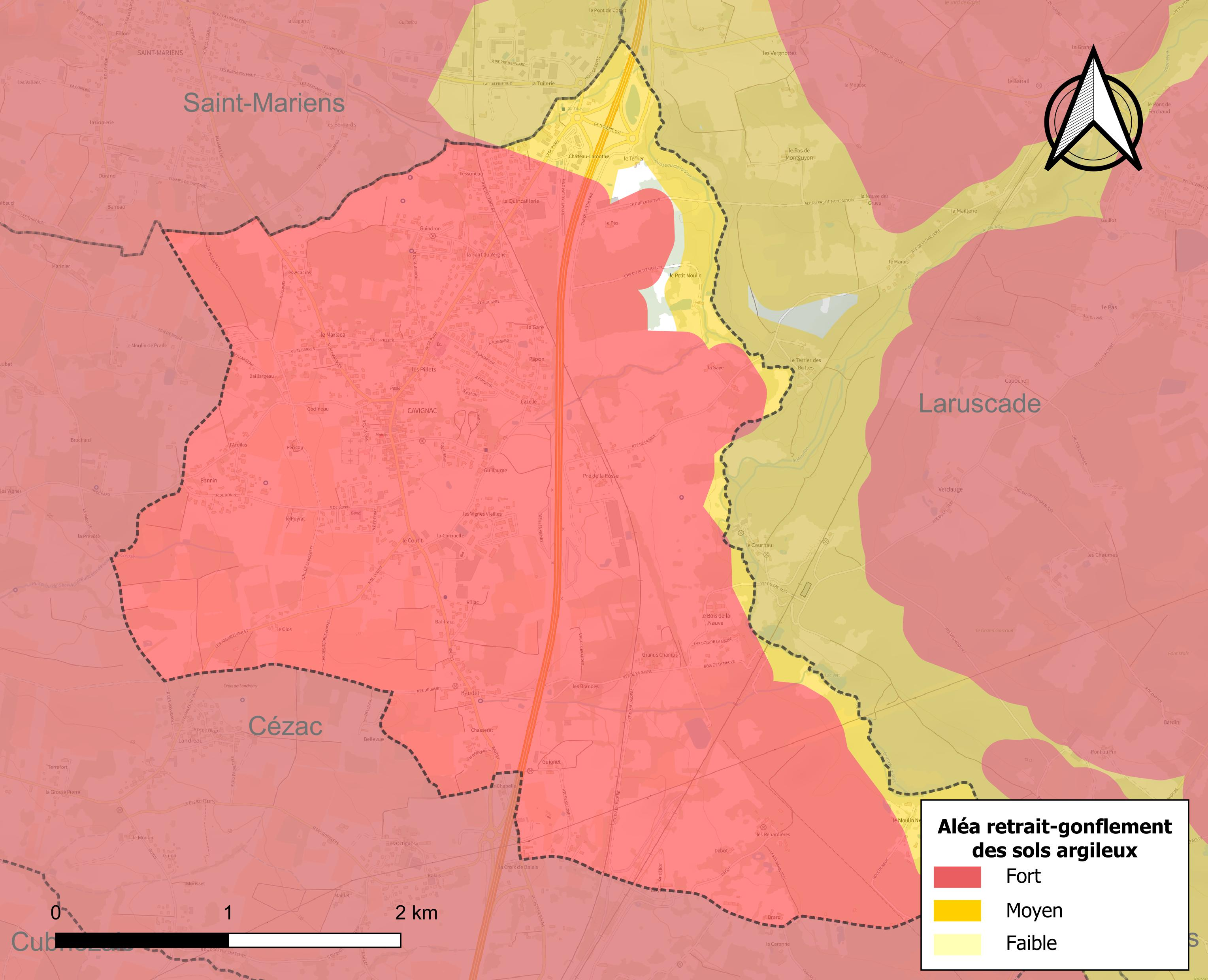
Carte des zones d'aléa retrait-gonflement des sols argileux de Cavignac.

Le retrait-gonflement des sols argileux est susceptible d'engendrer des dommages importants aux bâtiments en cas d’alternance de périodes de sécheresse et de pluie. 99,2 % de la superficie communale est en aléa moyen ou fort (67,4 % au niveau départemental et 48,5 % au niveau national). Sur les 715 bâtiments dénombrés sur la commune en 2019, 713 sont en aléa moyen ou fort, soit 100 %, à comparer aux 84 % au niveau départemental et 54 % au niveau national. Une cartographie de l'exposition du territoire national au retrait gonflement des sols argileux est disponible sur le site du BRGM,.
Par ailleurs, afin de mieux appréhender le risque d’affaissement de terrain, l'inventaire national des cavités souterraines permet de localiser celles situées sur la commune.
Concernant les mouvements de terrains, la commune a été reconnue en état de catastrophe naturelle au titre des dommages causés par la sécheresse en 2005, 2011 et 2012 et par des mouvements de terrain en 1999.

## Histoire
- Certaines informations devraient être mieux reliées aux sources mentionnées dans la bibliographie ou les liens externes. Améliorez sa vérifiabilité en les associant par des références. (Marqué depuis octobre 2011)

Premier bourg de paysans et vignerons vers 1450.
L'église Saint-Hilaire est fondée en 1476 (ou 1493 ?), la paroisse ne sera créée que vers 1650.
1789 : Cavignac accède au statut de commune, sa population est alors d'environ 425 habitants.
1882 : première école de filles près de l'église Saint-Hilaire (aujourd'hui habitation privée).
1911 : mise en service de la ligne Bordeaux-Saintes. La gare de Cavignac est ouverte, d'abord pour le trafic marchandise qui fera la prospérité de Cavignac puis pour les voyageurs.
1913 : l'hospice devient l'école du village.
1914-1918 : pendant la guerre, Cavignac devient un centre de soin pour les soldats blessés.
1936 :Arrivée de migrants fuyant la guerre en Espagne.
1940-1944 : occupation du village par les Allemands.
Cavignac connaît un grand développement entre 1880 et 1940. Depuis 10 ans, la commune a connu une croissance démographique et économique (construction de la zone commerciale, lotissements…) grâce à l'aire urbaine de Bordeaux dans laquelle elle se situe, et sa proximité directe avec la route nationale 10.
Entre 1930 et 1970, la petite usine d'eau gazeuse et limonade Chabrier située en ville sur la route de Paris employait une dizaine de personnes.

### Héraldique
| Blason de Cavignac | « Écartelé au 1) d’azur au château d’argent ouvert et maçonné de sable surmonté d’une fleur de lys d’or, sur une rivière ondée d’azur et d’argent, au 2) parti au I d’azur à la tour d’argent maçonnée de sable, au chef cousu de gueules chargé de trois heaumes aussi d’argent tarés de profil, au II d’or au dauphin contourné d’azur, au 3) de gueules à la nef d’argent voguant sur une rivière ondée d’azur et d’argent, au chef cousu d’azur chargé de trois fleurs de lys d’or, au 4) d’azur au château d’argent ouvert et maçonné de sable surmonté d’une fleur de lys d’or, elle-même surmontée d’une couronne royale fermée du même ; enté en pointe d’argent à la ruche soudée d’or entourée de cinq abeilles du même posées en chevron ; sur le tout écartelé d’azur et de gueules à la clé renversée d’argent posée en barre brochant. » |

## Politique et administration

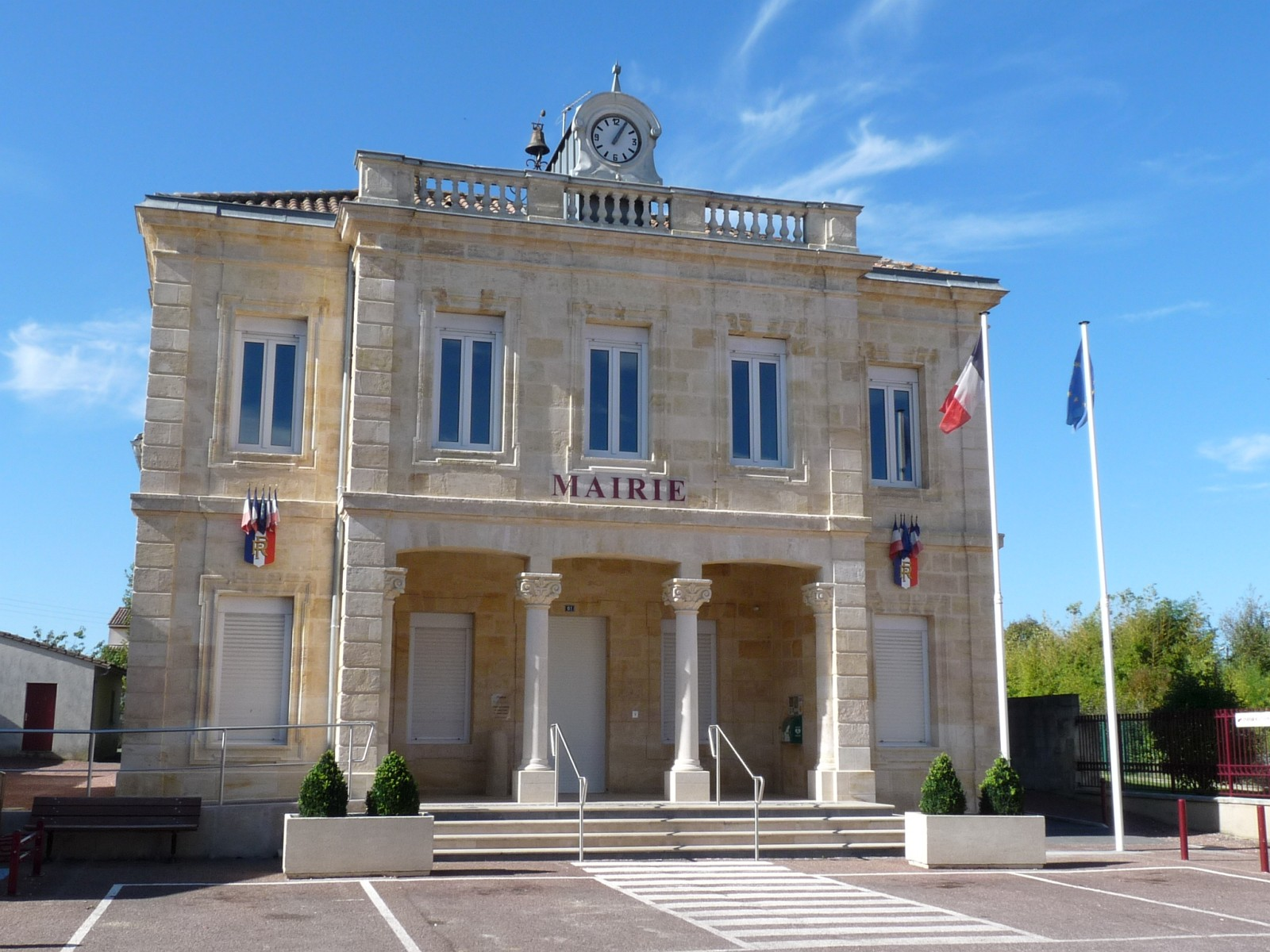
La mairie

| Période                                  | Période   | Identité           | Étiquette                | Qualité                                                                         |
| ---------------------------------------- | --------- | ------------------ | ------------------------ | ------------------------------------------------------------------------------- |
| 1852                                     | 1856      | Pierre Micheau     |                          |                                                                                 |
| 1856                                     | 1860      | Philippe Manceau   |                          |                                                                                 |
| 1860                                     | 1863      | Jean Godrie        |                          | Propriétaire, banquier                                                          |
| 1863                                     | 1866      | Bernard Routurier  |                          |                                                                                 |
| 1866                                     | 1869      | Jean Godrie        |                          | Propriétaire, banquier                                                          |
| 1869                                     | 1892      | Camille Picq       |                          |                                                                                 |
| 1892                                     | 1894      | Gabriel Moure      |                          |                                                                                 |
| 1894                                     | 1900      | Léopold Berniard   |                          |                                                                                 |
| 1900                                     | 1906      | Pierre Dupas       |                          |                                                                                 |
| 1906                                     | 1908      | Élie Verdeau       |                          |                                                                                 |
| 1908                                     | 1912      | Jean Hervé         |                          |                                                                                 |
| 1912                                     | 1914      | Jean Dupuy         |                          |                                                                                 |
| 1914                                     | 1944      | Anatole Latouche   |                          | Propriétaire Chevalier de la Légion d'honneur, Chevalier des Palmes académiques |
| 1944                                     | 1947      | Émile Filluzeau    |                          |                                                                                 |
| 1947                                     | 1977      | André Bouchet      |                          | Pharmacien, maire honoraire Chevalier de la Légion d'honneur                    |
| 1977                                     | 1989      | Alain Guirriec     | CNI                      | Médecin Conseiller général du canton de Saint-Savin (1968 → 1988)               |
| 1989                                     | 1995      | Gérard Ellias      |                          |                                                                                 |
| 1995                                     | 1997      | Michel Artaud      |                          |                                                                                 |
| 1997                                     | mars 2008 | Alain Videau       | RPR puis UMP             |                                                                                 |
| mars 2008                                | 2020      | Jean-Jacques Édard | UMP → LR (exclu en 2018) | Retraité                                                                        |
| 2020                                     | En cours  | Guillaume Charrier |                          |                                                                                 |
| Les données manquantes sont à compléter. |           |                    |                          |                                                                                 |

## Démographie
L'évolution du nombre d'habitants est connue à travers les recensements de la population effectués dans la commune depuis 1793. Pour les communes de moins de 10 000 habitants, une enquête de recensement portant sur toute la population est réalisée tous les cinq ans, les populations de référence des années intermédiaires étant quant à elles estimées par interpolation ou extrapolation. Pour la commune, le premier recensement exhaustif entrant dans le cadre du nouveau dispositif a été réalisé en 2008.

En 2022, la commune comptait 2 368 habitants, en évolution de +19,54 % par rapport à 2016 (Gironde : +6,91 %, France hors Mayotte : +2,11 %).
| 1793 | 1800 | 1806 | 1821 | 1831 | 1836 | 1841 | 1846 | 1851 |
| ---- | ---- | ---- | ---- | ---- | ---- | ---- | ---- | ---- |
| 479  | 482  | 523  | 604  | 715  | 702  | 736  | 721  | 773  |

| 1856 | 1861 | 1866 | 1872 | 1876 | 1881 | 1886 | 1891 | 1896 |
| ---- | ---- | ---- | ---- | ---- | ---- | ---- | ---- | ---- |
| 715  | 723  | 744  | 713  | 814  | 842  | 901  | 917  | 905  |

| 1901 | 1906 | 1911 | 1921  | 1926  | 1931 | 1936 | 1946 | 1954  |
| ---- | ---- | ---- | ----- | ----- | ---- | ---- | ---- | ----- |
| 936  | 957  | 905  | 1 015 | 1 045 | 986  | 953  | 949  | 1 035 |

| 1962  | 1968  | 1975  | 1982  | 1990  | 1999  | 2006  | 2008  | 2013  |
| ----- | ----- | ----- | ----- | ----- | ----- | ----- | ----- | ----- |
| 1 068 | 1 059 | 1 244 | 1 260 | 1 135 | 1 190 | 1 483 | 1 569 | 1 829 |

| 2018  | 2022  | - | - | - | - | - | - | - |
| ----- | ----- | - | - | - | - | - | - | - |
| 2 148 | 2 368 | - | - | - | - | - | - | - |

## Économie
Petite ville commerçante aux portes de l'Aquitaine, Cavignac s'est développée grâce à sa proximité avec la RN 10 et la ville de Bordeaux, en particulier la première décennie des années 2000 où elle a attiré entreprises et habitants, faisant partie de l'aire urbaine de Bordeaux.

## Équipements, services et vie locale
Cavignac possède une école (185 élèves), de nombreux services et commerces, des équipements médicaux (laboratoire...) ainsi que de nombreux loisirs (stade, cross, clubs…).

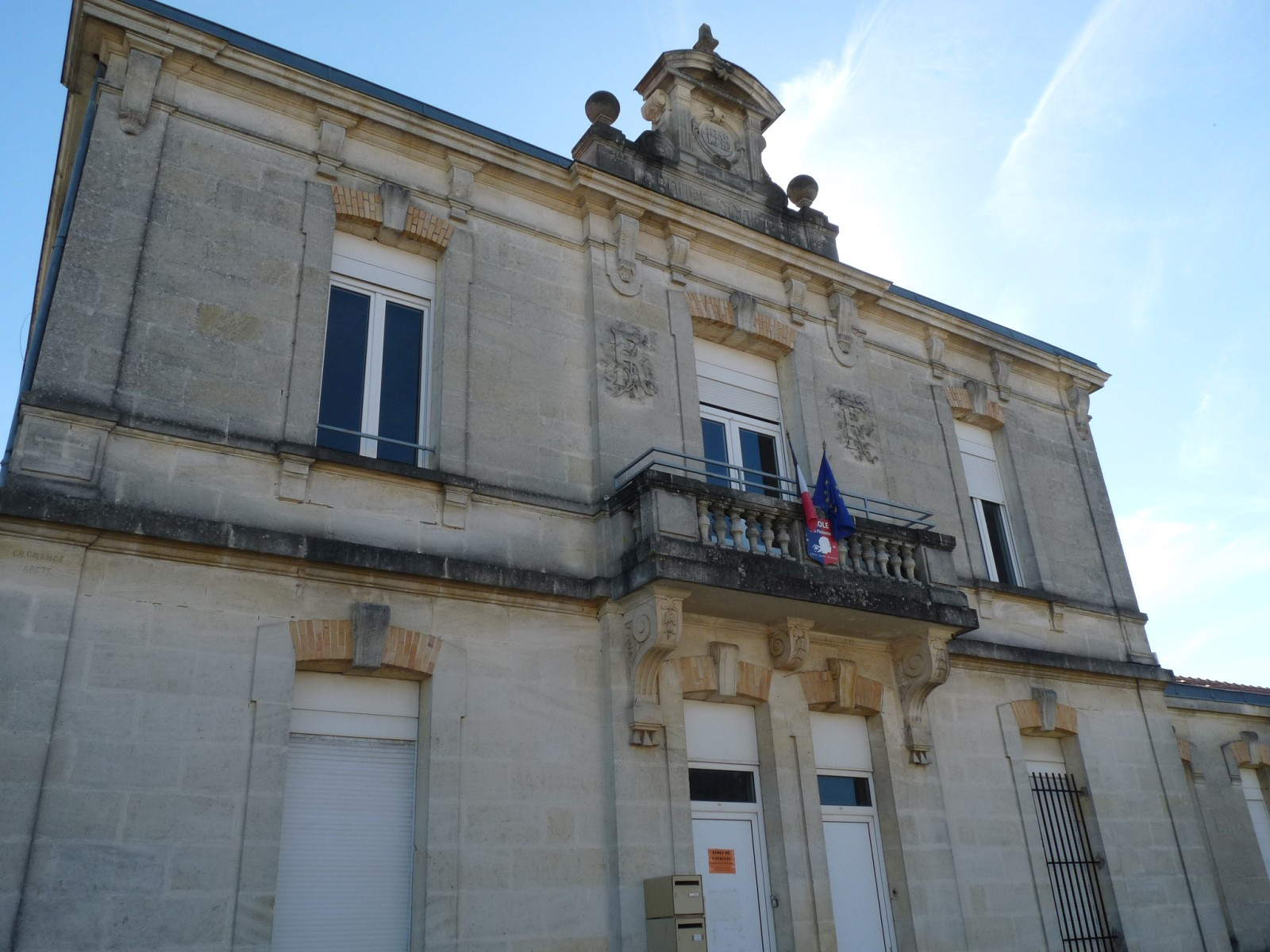
L'école
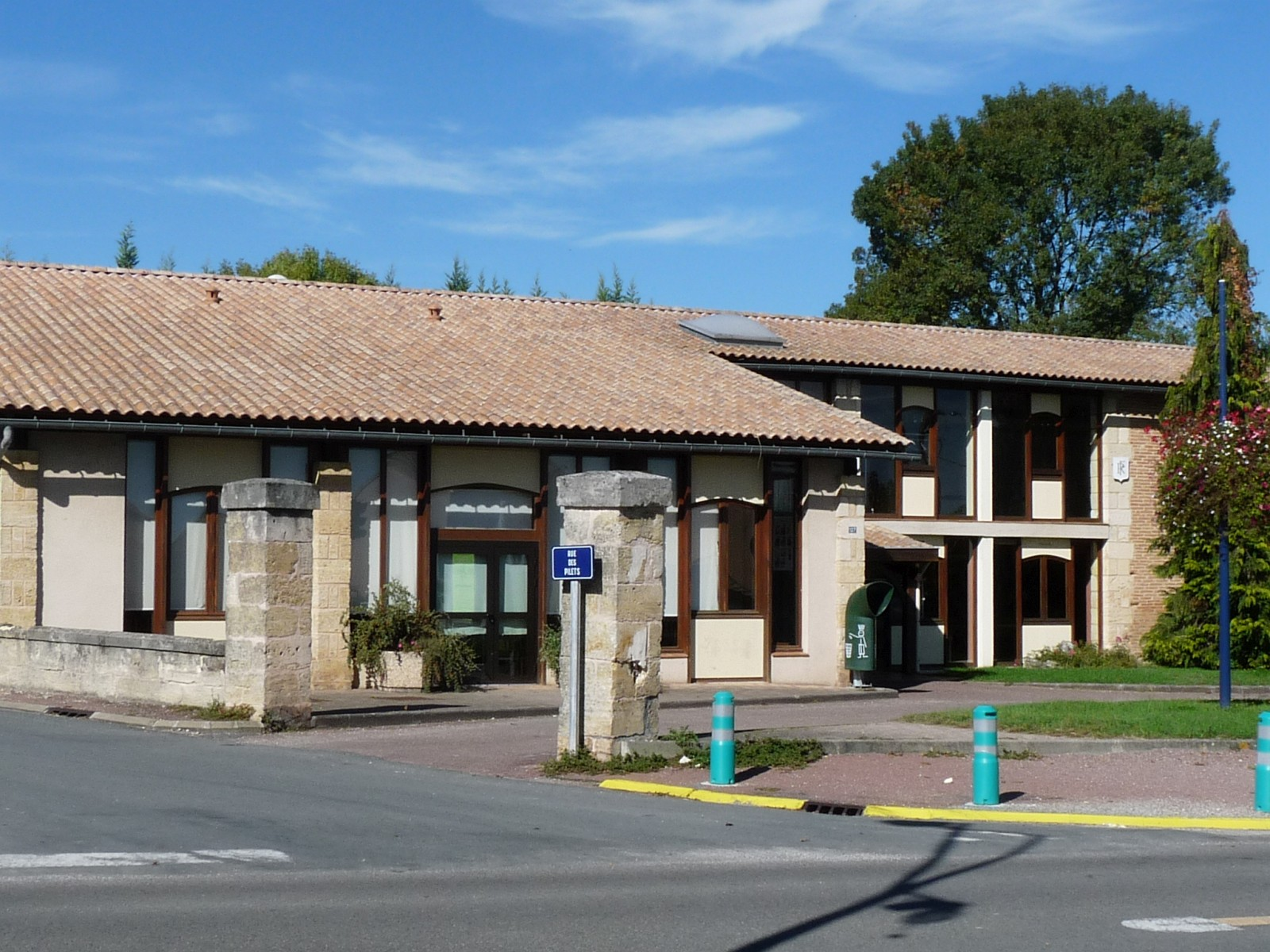
La salle des fêtes

## Lieux et monuments
- L'église paroissiale Saint-Hilaire, datant du XVe siècle, est l'un des plus vieux monuments de la commune.

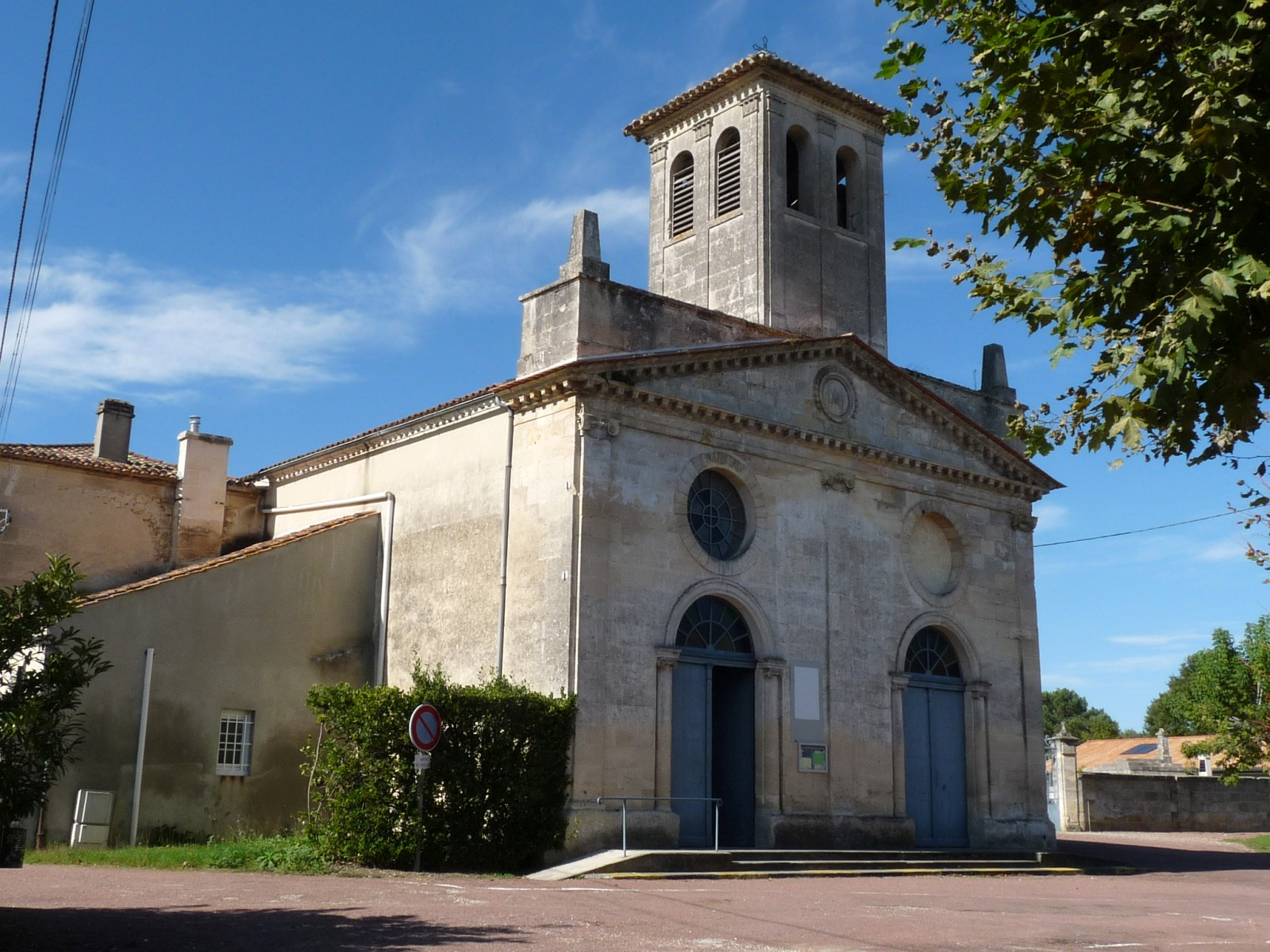
L'église Saint-Hilaire
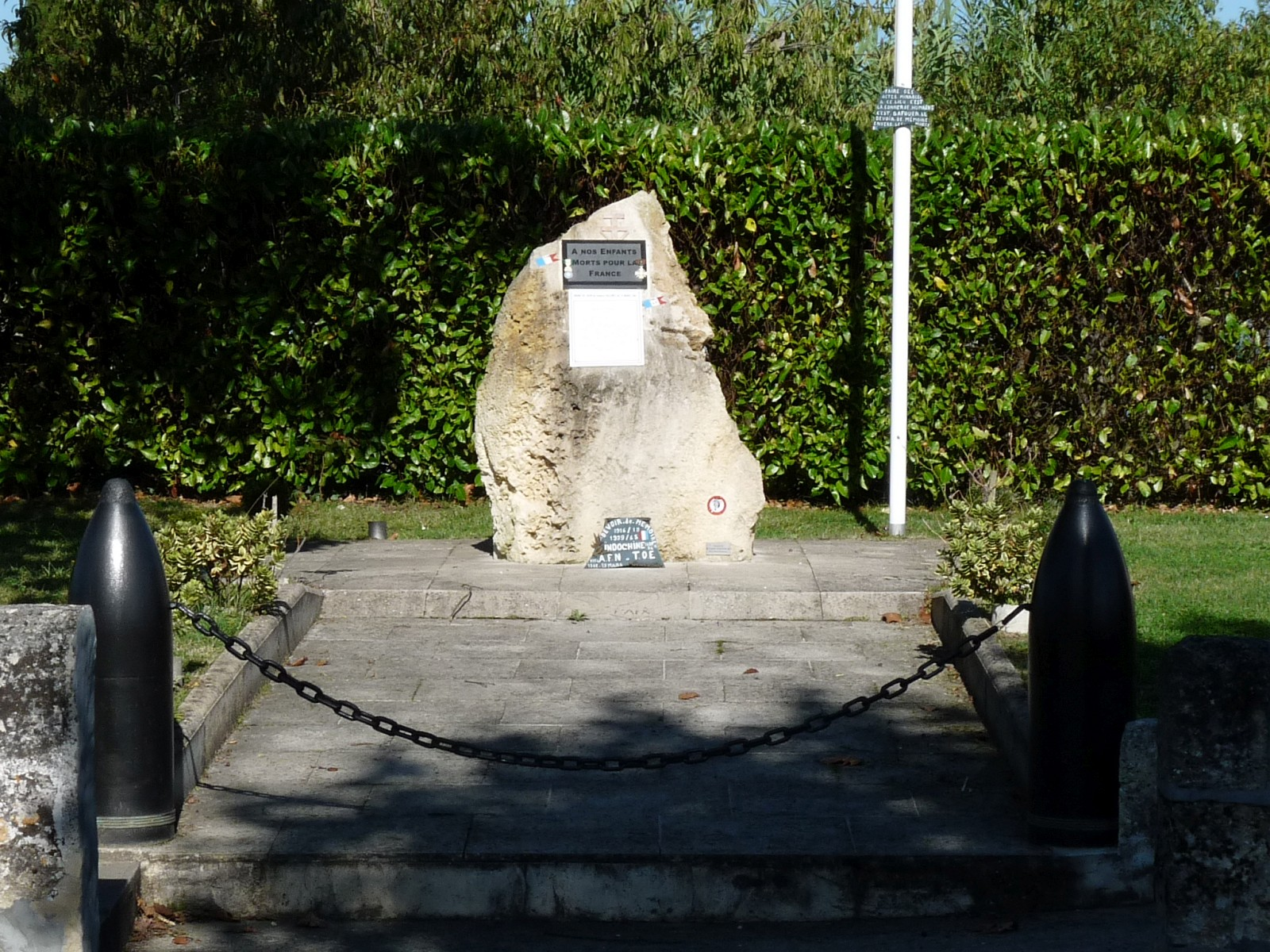
Monument aux morts

- Le Château du Pilet